# Mind (tijdschrift)
Mind is een toonaangevend Brits filosofisch vaktijdschrift, dat bij Oxford University Press onder penvoering van de Mind Association verschijnt en zich wijdt aan breedvoerige debatten van de analytische traditie.
Mind werd in 1876 met George Croom Robertson door Alexander Bain opgericht, die het tijdschrift aan University College London uitgaven. Na de dood van Robertson in 1891 nam George Stout de uitgave over en begon de New Series. De toenmalige uitgever was Thomas Baldwin van de Universiteit van York.
De eerste uitgaven werden vooral gewijd aan de discussie die ging om de vraag, of de psychologie gerechtvaardigd als natuurwetenschap gelden kon.
Reeds de eerste uitgaven van Mind publiceerden belangrijke opstellen van de zich opbouwende analytische traditie, daaronder onder meer Bertrand Russells' beroemde essay On Denoting uit 1905. Later verscheen bijvoorbeeld Alan Turings' suggestie van de Turing-Tests in de uitgave van 1950.

## Uitgever
- 1876–1891 — George Croom Robertson
- 1891–1920 — George Frederic Stout
- 1921–1947 — George Edward Moore
- 1947–1972 — Gilbert Ryle
- 1972–1984 — David Hamlyn
- 1984–1990 — Simon Blackburn
- 1990–2000 — Mark Sainsbury
- 2000–2005 — Mike Martin
- sinds 2005 — Thomas Baldwin